# Drosophila xalapa
Drosophila xalapa är en tvåvingeart som beskrevs av Vilela och Bachli 2004. Drosophila xalapa ingår i släktet Drosophila och familjen daggflugor.
Artens utbredningsområde är Mexiko.